# 大阪南港事件
大阪南港事件（おおさかなんこうじけん）とは、1981年（昭和56年）に大阪南港で発生した傷害致死事件。
本事件は、犯人が被害者に暴行を行い、意識を失った被害者を大阪南港に運んで放置した後に、「誰か」が被害者に別の暴行を加え、最終的に被害者が死亡したという稀有な経過を辿った。この「誰か」が最後まで不明であったことから、刑事裁判において、犯人は、被害者を暴行して傷害を負わせた責任にとどまらず、被害者が死亡したことの責任までを負うべきか否かが争われたため、刑法における因果関係に関する判例として重要な意義を有するものとされる。

## 公判請求に至るまで
経緯については裁判所の認定した事実による。

### 犯人の属性
犯人（以下「A」という。）は、事件当時三重県阿山郡伊賀町に飯場を設けて土建業を経営していた。なおAは、暴行・傷害の粗暴犯の5犯を含めて合計9犯の前科を有していた。また、山口組系の暴力団の組長とみられる男とも接点があり、Aはその男から傷害・暴行を受けたことがあるほか、Aの逮捕後も債権の取立てと称してA宅に出没していたとされる。
Aは、飯場に雇用中の人夫に対して粗暴かつ過酷な扱いをしていた。1979年（昭和54年）4月には、ある人夫がAの扱いに耐えかねて無断で帰郷しようとしたことに激昂し、その後を追いかけて力任せに下腹部を蹴り上げる暴行を加えて陰嚢部挫傷の傷害を負わせている。

### 被害者への暴行
1981年（昭和56年）1月15日午後8時ごろ、Aは入浴中であったところ、Aに雇用されていた被害者（以下「V」という。）が、脱衣所の窓ごしに退職して大阪に帰りたい旨を訴えた。Aは、Vが前日にも無断で飯場を逃げ出そうとしていたことを思い出して立腹したことから、Vに対し次のような暴行を加えた（以下これらを総称して「飯場暴行」と呼称する。）。
1. 洗面器に風呂の湯を汲んで窓越しにVの顔面に浴びせかけた。
2. 1を受けて悲鳴を上げて下を向いたVの右側頭部・右後頭部を、洗面器で3回くらい力いっぱい殴りつけた。
3. 窓から手を伸ばして洗濯機のそばの水道からホースでVに水をかけた。
4. 洗濯機に両手をかけてその場にしゃがみこんで顔をかばうようにしているVに対し、窓越しに皮バンドで右側頭部・右後頭部を5、6回力いっぱい殴りつけた。
5. Vの両手を1回殴打して後ろ向きに転倒させ、Vの後頭部をトタン塀に打ち当てさせた。
6. 意識を失ってうめき声をあげながら仰向けに倒れているVの右脇腹を1回足蹴りにし、両頬を2、3回平手打ちし、池から汲んだ冷水をVにかけた。
7. 意識を回復することなく脱糞しているVをその場から5メートル引きずった後、Vの頭髪を掴んで頭を持ち上げて2、3回殴打し、つかんでいた手を離して後頭部をコンクリートの土間に打ち当てた。
8. Vのズボンを脱がせて下半身を裸にし、池から汲んだ冷水を2、3回下腹部にかけた。
9. Vの着衣を脱がそうとしてVの背中に膝を当てて上半身を起こしたところで、膝を外して後方に転倒させて後頭部をコンクリートの土間に打ち付けさせた。
10. 苦しそうな息をして嘔吐しているVの頭髪をつかんで頭を持ち上げ、手を離して頭部を土間の上に打ち付けた。
11. Vを全裸にして池から汲んだ冷水を臀部にかけた。

このような暴行のあった後、Vは完全に意識を失っていた。

### 大阪南港への遺棄
Aは暴行を行った後、意識を失っているVに防寒コートをはじめとした衣服を着せ、犯行を目撃していた別の人夫（以下「W」という。）に対し「Vを大阪に捨ててきてやる」などと言いながら車に仰向けで積み込み、午後9時30分ごろに飯場を出発し、午後10時40分ごろ大阪南港でVを降ろした。到着するまでの間、Aは4、5回Vのまぶたを開けて眼球を確認しているが、Vの意識はその間一度も回復することはなかった。
なお、Aは、大阪南港から飯場に戻った後、Wに対し「Vは母親のところに戻りたいと言っていたので連れて行ったことにしておこう。Vは天王寺に送って行ってきれいに別れた。」などと、また犯行の1ヶ月後には内妻に対して「VはAやWが肩を貸したら自分で歩いて帰ったと警察に言え。」などとそれぞれ告げ、偽証を働きかけている。

### 死体の発見
犯行翌日の1月16日午前6時40分ごろ、資材を運搬してきたトラック運転手により、顔面を砂利にめりこませるようなうつぶせの状態のVの死体が発見された。また、実況見分の際に、死体のそばでVの血痕が先端に付着した角材が発見された。なお、Vの履いていたズボンの両ポケットの内袋は引き出されており、犬の足跡がついていた。Vの着ていたはずの防寒コートは脱がされて引きちぎられており、そこからは犬の唾液が検出された。
司法解剖において、Vの死因は梅の実ほどの大きさの脳幹部（橋脳）の出血であることが認められ、その頭部には、どのような凶器によってついたかは不明な傷跡と、硬い角のとがった鈍器によって殴られた傷跡の2種類の傷跡が認められた。この後者の傷跡が現場に落ちていた角材による殴打により生じたものと考えられたことから、Vは大阪南港において、同角材で数回殴打されたものと考えられた（以下この角材での殴打を「南港暴行」と呼称する。）。

### 逮捕・公判請求
Aは、1981年（昭和56年）2月22日にVに対する殺人の被疑事実により大阪府警察に逮捕され、同月24日に勾留の後、同年4月27日に大阪拘置所に移監されるまでの間、住吉警察署に留置された。Aは逮捕当初、南港暴行への関与を否定していたが、同年3月2日に南港暴行について自白に転じ、同月11日には再度否認したものの、その翌日からまた自白を維持した。この間、Aが南港暴行を自ら行ったことを供述したことを録取した検面調書・員面調書が作成された。
また、Vの死因は、捜査段階で行った鑑定によれば、南港暴行による角材による殴打によるものとされた。
大阪地方検察庁の検察官はこれらの証拠に基づき、Aは飯場暴行の発覚をおそれるあまり、とどめを刺して殺害しようと決意して南港暴行を行ってVを殺害したとして、Aを殺人罪で大阪地方裁判所に起訴した。なお、前述した1979年（昭和54年）4月の別の人夫に対する暴行についても、併せて傷害罪として追起訴された。

## 公判

### 第一審（大阪地方裁判所）
裁判においてAは、南港暴行を行ったのは自分ではなく、南港暴行を自白した検面調書・員面調書は任意性を欠いており証拠能力がないこと、飯場暴行とVの死の間には因果関係が存在しないことなどを争った。

#### 被害者の死因は何か
検察官は前述のとおり、Vの死因となる脳幹部の出血は南港暴行により生じたものと主張した。しかし、公判において選任された鑑定人は、死因は内因性高血圧症による脳内出血である可能性が高い旨、次のように説明した。このような鑑定人の証言を受けて、検察官は、飯場暴行と南港暴行の一連の暴行により、内因性高血圧性橋脳出血により死亡させた旨の予備的訴因を追加した。
- 脳幹部は頭蓋内の奥深くに位置していることから、外傷により脳幹部に損傷が生じるためには相当強力な外力が必要で、そのような場合は頭蓋内の他の部分も損傷することが通常であるにもかかわらず、本件ではVの脳内の出血は脳幹部のみに限られ、頭蓋骨の骨折や硬膜外・硬膜下出血、脳挫傷等は一切見受けられないこと。
- 外傷性の脳幹部の出血の場合は、直径1ミリメートルほどの点状の出血や1センチメートル以下の小出血となることが通常であるにもかかわらず、本件では梅の実ほどの大きさの出血が認められること。
- 被害者は前述のように、洗面器で殴られただけで逃げるでもなくしゃがみこんでしまい、両手を革バンドで殴打しただけで後ろ向きに転倒して意識を失いて脱糞、嘔吐し、それから大阪南港に放置されるまで一度も意識を取り戻さなかったところ、このような軽度の暴行しか受けずに長時間意識を消失しているのは単なる脳震盪では考えられず、この時点ですでに脳幹部に出血があったと見るのが相当で、その原因は内因性のものと考えるべきであること。
- 内因性脳内出血は高血圧に起因して発生するところ、Vの解剖所見では、動脈硬化や心肥大が認められることから、Vは生前高血圧症であったことが強く疑われること。
- Vが出血した橋脳は、高血圧症による内因性脳内出血の好発部位であること。

当該公判での鑑定結果を受け、裁判所は、Aの行った飯場暴行はVに恐怖心等の心理的圧迫を与えてVの血圧を上昇させ、それによって内因性高血圧性橋脳出血を発生させた（あるいはすでに生じていた出血を拡大進展させる形でVの死期を早めた）が、Vが意識を完全に消失している状態で行われた南港暴行によりVがストレス等を感じて血圧が上昇することは考えにくく、外傷が出血に影響を与えた影響も明らかではないから、南港暴行はVの死亡に対して因果関係を有しないものと判断した。

#### 南港暴行は誰の犯行か
裁判所は、南港暴行がVの死亡と因果関係を有しないと判断したものの、検察官の主張するようにAが殺意を持って南港暴行を行ったのであれば、たとえ死亡との因果関係がなくとも殺人未遂罪に問える可能性があるため検討が行われた。

##### 自白の証拠排除
前述のとおり、捜査段階でAは南港暴行の犯行を自供し、その内容の員面調書・検面調書が作成されていた。
しかしAは公判において、これらの調書は、住吉警察署において捜査担当の警察官から暴行を加えられ、また、脅迫や利益誘導が行われたために南港事件について虚偽の自白を行わざるを得なかったとして、南港事件の自白に関する員面調書・検面調書について検察官が行った証拠調べ請求に異議を申し立てた（刑事訴訟法第309条第1項）。
証人として呼ばれた警察官らは、暴行・脅迫・利益誘導などの事実は全く存在しないと証言した。しかし裁判所は、Aの供述が具体的であり、留置人出入簿の記載等とも合致し、全般として整合的である上、次に掲げるような事情に鑑みると、大筋においてAの主張は信用できるから、調書の任意性に疑いがあるとして、南港事件の自白に関する員面調書・検面調書の証拠調べ請求を決定で却下した（同条第3項、大阪地決昭和59年3月9日刑月16巻3=4号344頁）。
- 取調べを担当した検察官が「警察が暴力債権者（前述した暴力団の組長）を押えてくれるというので虚偽の自白を行ったとAが言っていた」旨を証言し[20]、かつ、自白を説得する際に暴力団の組長の名前を出して誘導をしたことは取調べを担当した警察官自身がその一部を認めていること[21][注釈 1]。
- 取調べを担当した検察官が「警察が妹の勤め先に押しかけて、兄貴が人殺しをしたことをバラすと警察に言われたため虚偽の自白を行ったとAが言っていた」旨を証言していること[20]。
- 弁護人と接見した際に、Aは警察官の暴行について訴えており、その時に右足すねの腫れや手指の皮のめくれを弁護人が確認しているほか[22]、取調べを担当した検察官も「警察官がAの人差し指と中指の間にボールペンのような物を挟んで指をねじ曲げられたとか、丸いすを横にされてイスの脚の上に正座させられたとか、肩の上に警察官に乗っかられて首をぐいぐい押しつけられたとか、たんこぶの上を殴られたとAが言っていた」旨を証言していること[20]。また、Aの「取調室の板の間に正座させられた際にズボンが釘に引っかかって穴が開いた」旨の主張と合致する穴がAが当時履いていたであろうズボンに開いていること[23]。
- 検事調べにおいてAが否認に転じた際、前述のような詳細な訴えをAから受けていたにもかかわらず、警察官の事実無根であるとの主張を鵜呑みにし、やっていないなら警察に言えばよいとだけ言って特に保護することなく警察署に返してしまっており、その経緯を知ったその後の警察官の取調べにより再度自白に転じていること[23]。

##### 正体不明の南港暴行の実行者
前述のとおり、Aが南港暴行を行ったとの自白をした調書はすべて証拠として採用されず、公判廷においてAは南港暴行は自分の犯行ではないと一貫して主張したため、南港暴行の犯人性が真っ向から争われることとなった。
裁判所は、Aが南港暴行を行ったことを強く疑わせる次のような事情があると認定した。
- 南港暴行が発生したのは厳冬期の夜間であり、現場も人気がない場所であるから、第三者の出現は考えにくく、仮に第三者がいたとしても、意識を失っているVを角材で殴打する必要性が考えられないので、第三者の犯行の可能性はほとんどありえないように思えること[24]。
- AがVを大阪南港まで運んだのは証拠の隠蔽のためと考えられ、AがVを殺害する十分な動機があったと考えられること[25][注釈 2]。
- 角材で殴打されたと思われる傷の付き方から、左利きの者による犯行と見るのが自然であるところ、Aは右利きであるものの交通事故で左足を痛めたため、鍬等を振るう時は左利きの者と同じ持ち方になるとAが供述していること[26]。
- 前述のとおり、Wや内妻に虚偽の供述や偽証を働きかけていること。

しかし、次のような事情も同時に認められることから、Aではない第三者が殴打した可能性を払拭し得ないため、Aが南港暴行を起こしたことについては合理的な疑いが残るとして、南港暴行の責任をAに問うことはできないとした（疑わしきは被告人の利益に）。
- Aが大阪南港に至った際、現場付近に人はいなかったが乗用車は止まっていた。Vの死体の周囲には犬の足跡があり、防寒コートには犬の唾液が付いていたところ、当時現場近くに接岸していた船の船長が、飼い犬が吠えるような鳴き声を聞いていることからすれば、全く現場に人気がなかったと言い切ることはできない[27]。
- Vのズボンのポケットが引き出されており、また、Vの着ていた防寒コートが脱がされていたことからすると、第三者が物色した可能性がある（犬が単独でズボンのポケットを引き出し、防寒コートを脱がすことは考えられない。）。Vが意識を消失していたとしても、うめき声をあげたり、痙攣する可能性はあるので、金品を窃取しようとした第三者が抵抗を排除するために角材で殴打することもありうる[27]。
- 証拠隠滅のために口封じをするのであれば、徹底的に殴打してVを確実に殺害することも容易と思われるのに、頭部の傷から見て、その殴打は不徹底であるから、Aがやったと考えることに疑問が残る[28]。
- Wや内妻に偽証を申し入れたことについて、飯場暴行の発覚をおそれたためと考えても矛盾せず、南港暴行をAがやったことを意味するものではない[29]。

つまり、裁判所においては、南港暴行は正体不明の第三者によって行われたという前提の下でAの罪責がどのようなものかを判断することとなった。

#### 判決
これらの判断を踏まえ、裁判所は、1985年（昭和60年）6月19日、飯場暴行によりVに内因性高血圧性橋脳出血を発生または増悪拡大させ、Vを死亡させるに至らせたものとして、Aに傷害致死罪の成立を認めた。なお、裁判所は、この結論を導き出すに当たって、南港暴行には触れていない。
また、その動機に酌量の余地はなく犯行態様も残忍かつ冷酷であって犯情も悪質であり、同種前科もあることから、Vの体質（高血圧症）が死亡の原因の一因であることを考慮しても実刑は避けられないとして、Aを懲役4年の実刑に処した。

### 控訴審（大阪高等裁判所）
Aが大阪高等裁判所に控訴し、原審が南港暴行とVの死亡との間の因果関係を否定するに当たって、証拠がないにもかかわらず、南港暴行が内因性高血圧性橋脳出血の拡大に影響を及ぼしたことはありえないと判断したことは事実誤認があり、南港暴行が第三者によって行われ、それによってVの死の結果がもたらされた可能性がある以上、飯場暴行とVの死亡との間の因果関係は中断され、Aは致死の責任を負わないはずである、などと主張した。

#### 控訴棄却
裁判所は、1988年（昭和63年）9月6日、Aの主張する事実誤認、量刑不当等の主張はすべて当たらないとして控訴を棄却した。
ただし、原審が、南港暴行はVの死亡に対して因果関係を有しないとだけ判断したことについて「その判示するところは、措辞いささか言葉足らずで表現に適切さを欠くところがないではない」と指摘した。
その上で控訴審における新たな鑑定結果を踏まえ、飯場暴行により既に死因となるのに十分な程度の内因性高血圧性橋脳出血がVに惹起され、それのみによって近接した時間内にVが死に至ると認められるのに対し、南港暴行はいまだ死に至る脳損傷をもたらす程度のものとは認められず、せいぜい既に発生していた出血を拡大させ死期を早める影響を与えたにとどまるから、飯場暴行がVの死に因果関係を明らかに有するのに対し、南港暴行は死期を早める影響を与えるだけで、それが加わることによってVに死をもたらすような損傷を与えたものではなく、死因の惹起には関わりを持たないから、Vの死亡との間に因果関係を有しないとして、原審の判断を補足した。

### 上告審（最高裁判所）
Aが最高裁判所に上告したが、1990年（平成2年）11月20日、上告趣意は法令違反・事実誤認・量刑不当の主張であって、適法な上告理由に当たらないとして、上告を棄却する決定を行った。
ただし、職権判断として、因果関係について次のように判示して原審の判断を是認した。

## 決定の評価

### 相当因果関係説の危機
行為と結果の間の因果関係の有無を判断するに当たって、昭和35年（1960年）ごろまで、判例は「あれなければ、これなし」、すなわち「行為がなければ結果が発生しなかった」という条件関係さえ認められれば因果関係を肯定する、いわゆる条件説に近い立場を採用していると考えられていた。この判例の考え方については、偶然の事情により結果が発生しても行為者が責任を負うことになって酷であるとの刑法学会からの強い批判があった。そのため、学説としては、条件関係に加えて、行為による結果の発生が経験則上相当な因果の流れを辿った（偶然ではない）と認められる場合にのみ因果関係を認める、相当因果関係説が通説となっていた。相当因果関係説は大きく分けて折衷説と客観説の2説があるが、いずれにせよ行為後に生じた事情については、行為時点で通常一般人が予測可能なものに限って判断基底に入れるべき、すなわち、予測不能な事情により結果が発生した場合には、因果関係を認めるべきではないと考えられていた。
そのような判例と学説の対立の下で、1967年（昭和42年）の米兵轢き逃げ事件に係る最高裁判決が、条件関係は認められるにもかかわらず、「…被告人の前記過失行為から被害者の前記死の結果の発生することが、われわれの経験則上当然予想しえられるところであるとは到底いえない。」と判示して因果関係を否定したことにより、最高裁が条件説の考え方を変更して相当因果関係説を採用したか、あるいは相当因果関係説の考え方に傾斜しつつあると理解されていた。
しかし、本事件では、Aの飯場暴行の後に第三者による南港暴行という極めて異常な事態が介在しているにもかかわらず、裁判所はA（又は一般人）が飯場暴行に及んだ時点で、南港暴行を予見可能であったか否かについて全く判断することなく因果関係を肯定している。そして、最高裁判所調査官であり後に最高裁判所長官となる大谷直人が、本決定の最高裁判所判例解説において、結果の予見可能性を基準とする相当因果関係説は、行為の具体的影響力（寄与度）の観点からの検討が不足しており適切ではなく、実務では採用できないと厳しく批判したことから、刑法学界では「相当因果関係説の危機」として深刻に受け止められ、百家争鳴の議論が行われることになった。

#### 相当因果関係説の修正
当時の相当因果関係説の考え方に基づき、治安の悪い港の資材置き場に意識を失った人を放置すれば更なる危害が加えられてもおかしくないとして、予見可能性があると強弁する学者もいたが、第三者が意識を失った者を角材で殴るというのは、米兵ひき逃げ事件の介在事情と比較しても極めて異常な事態と評価すべきで、これに予見可能性を認めるのは困難であって、従来の相当因果関係説の立場からは致死の責任を認めることは困難ではないかと考えられた。しかし、Aに致死の責任を負わせるという本件の結論については広く妥当と考えられていることから、相当因果関係説の論者はその理論の修正を求められることとなった。
そのため、相当因果関係説の判断枠組みはそのままで、介在事情が予見不可能であっても、その寄与度が小さく、かつ行為の危険性が高いのであれば、介在事情を捨象した上で、抽象化された因果経過を対象として相当性を認める説などが唱えられたが、そのアプローチは因果関係を抽象化する作業に当たり、どこまでの介在事情を抽象化して捨象することが許されるのかという点で曖昧さを生じる上、結局のところ予見可能性とは別の判断基準を使っているのと変わらないのではないか等の批判を受けている。

#### 客観的帰属論・危険の現実化論
本決定について、従来の相当因果関係説と調和的理解は困難との認識が広まるなかで、ドイツにおける因果関係の判断方法であり、危険の創出とその実現を基本テーゼとする「客観的帰属論」に注目が集まった。ただし、客観的帰属論は、刑法総論の理論の発展の経緯が異なるドイツで考えられたもので、参考にはなるものの、日本にそのまま導入することは不適当であるという批判や、客観的帰属論は因果の流れの相当性を考慮事情の1つとした上でより多様な要素を考慮すべきとするが、何をどのように考慮すべきかという肝心な部分の理論が固まっておらず、母国のドイツでも一致を見ていないという欠点を指摘されている。
このような議論を経て、現在は、昭和63年（1988年）の柔道整復師事件を皮切りに、判例が展開してきたと考えられている「危険の現実化論」、すなわち、行為によって創出された危険が、具体的な結果として現実化したと言える場合にのみ因果関係を認めるとの判断基準が判例でも明確に示されるようになり、学説・実務いずれにおいても定着したと言われるようになった。

### その他の批判
- 松宮孝明は、そもそも地裁の認定では「南港暴行がVの脳内出血に与えた影響は明らかではない」と認定しているにもかかわらず、最高裁の判示は「南港暴行によりVの死期が早まった」という事実審が認定していない仮定の事実を設定し、その前提の下で示されたものであるから、机上の空論であって傍論にすぎず、本件は先例性を有さないと主張する[48][注釈 4]。
- 斎藤信治は、そもそも本事件において、Aが意識を失ったVを大阪南港に運搬し、放置したことを捉えて殺人未遂に問うべきであったのではないか、本事件で懲役4年の量刑が妥当であったかどうかについても疑問を呈している[49]。